# Türkiye Buz Hokeyi Federasyonu
Türkiye Buz Hokeyi Federasyonu (TBHF) (Türkischer Eishockeyverband) ist der nationale Eishockeyverband der Türkei. 

## Geschichte
Der Verband wurde am 1. Mai 1991 in die Internationale Eishockey-Föderation aufgenommen. Der Verband gehört zu den IIHF-Vollmitgliedern. Aktueller Präsident ist Fatih Cintimar. 
Der Verband kümmert sich überwiegend um die Durchführung der Spiele der türkischen Eishockeynationalmannschaft sowie der Frauen-Nationalmannschaft und der Junioren-Mannschaften. Zudem organisiert der Verband den Spielbetrieb auf Vereinsebene, unter anderem in der Superliga.